# Alectrias gallinus
Alectrias gallinus és una espècie de peix de la família dels estiquèids i de l'ordre dels perciformes.

## Hàbitat i distribució geogràfica
És un peix marí, demersal (fins als 100 m de fondària sobre fons sorrencs, de grava i de pedra) i de clima temperat, el qual viu al Pacífic nord-occidental: Rússia.

## Observacions
És inofensiu per als humans.